# Jamioulx
Jamioulx [ʒamju] (en wallon Djanmioû) est un village en bordure de l'Eau d'Heure (sur la rive droite) au sud de la ville de Charleroi, en Belgique. Il fait administrativement partie de la commune belge de Ham-sur-Heure-Nalinnes située en Région wallonne dans la province de Hainaut. 
C'était une commune à part entière avant la fusion des communes de 1977. Les habitants de Jamioulx sont les Jamelovien(e).

## Toponymie
De vieilles cartes portent « Jamignon » qui veut dire littéralement « Manse de Jacques » .

## Géographie
La superficie du village de Jamioulx couvre 313 ha dont plus d'un tiers est boisé. Il est traversé par la rivière Eau d'Heure qui a creusé une vallée aux pentes parfois très prononcées. Trois ruisseaux alimentent l'Eau d'Heure : le ruisseau de la Place, le ruisseau de Marteleux et le ruisseau de la Forêt. L'altitude de la localité varie de 120 m à 230 m.
Au niveau géologique, Jamioulx a la particularité d'être traversé par la « Faille du Midi » séparant le synclinal de Namur au nord et le synclinal de Dinant au sud qui s'incurve vers le sud formant « l'anse de Jamioulx ». Pour cette raison, le sous-sol de Jamioulx est assez contrasté : une bande de calcaire dinantien aussi appelé carbonifère (qui explique la présence de carrières et de fours à chaux), des gisements de houille grasse (qui ont été exploités par un charbonnage), des schistes et des grès gris-bruns, rouges et verts.

### Hameaux et lieux-dits

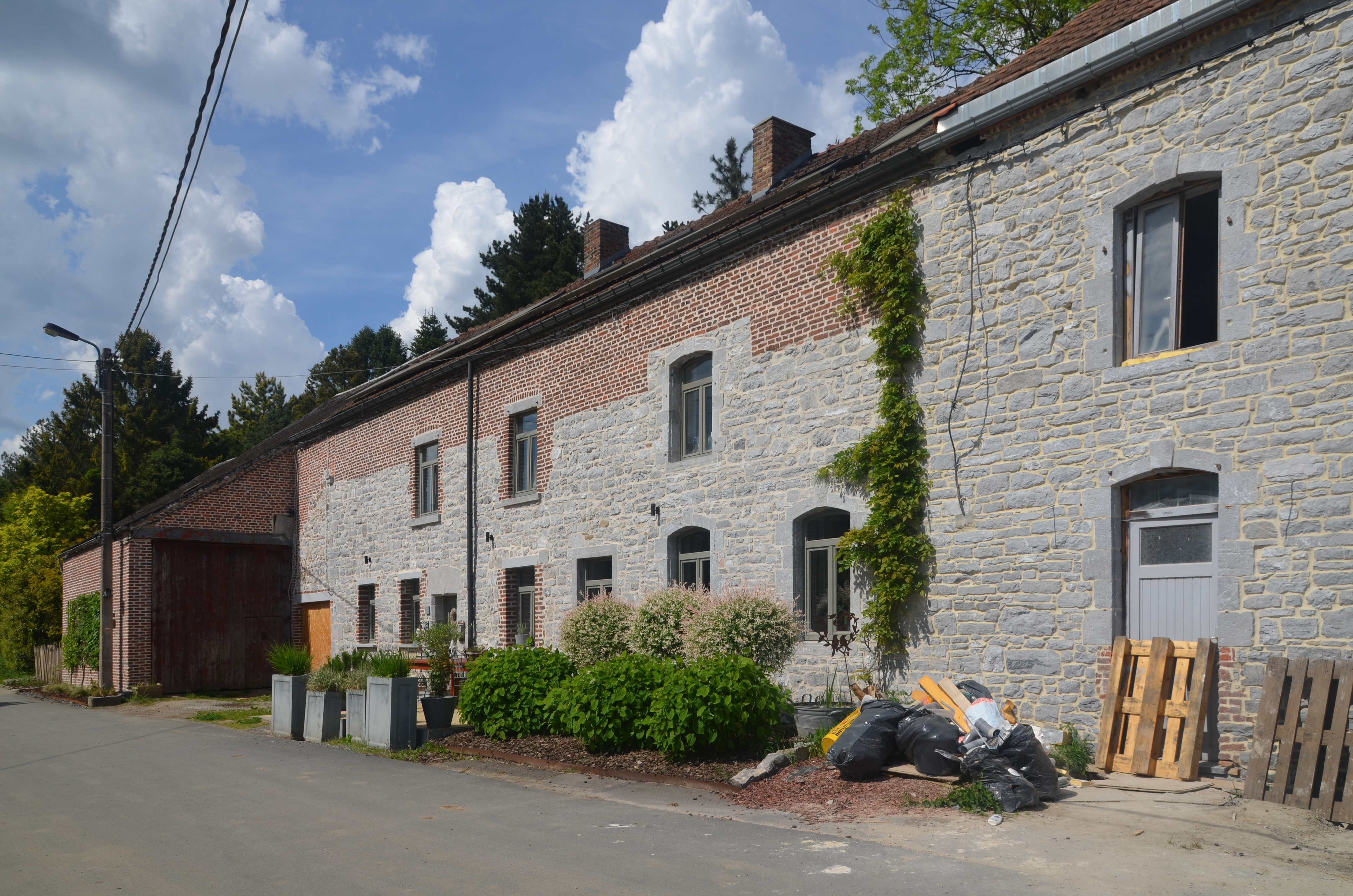
Ferme du Vivier.

| - Andrémont ou Ôdrimont. - La Foliette. - Le Vivier. - Les Bruyères. - Le Rostimont. - L'Enfer. - Montplaisir. | - Piges. - Le Vert-Logis. - Laury. - Près Collin. - Le Fayat. - Viè La-Haut. - La Platinerie. |

## Évolution démographique
- Sources : INS, Rem. : 1831 jusqu'en 1970 = recensements, 1976 = nombre d'habitants au 31 décembre.

## Éléments d'histoire

### Histoire du village
Inscrit sous le nom de Jambimiel dans les propriétés de l'abbaye de Lobbes en 868-869, Jamioulx fit partie, pendant de nombreux siècles, du territoire de Nalinnes. La paroisse parvint à obtenir son indépendance religieuse le 6 avril 1568, moyennant certaines conditions tournant autour du versement de diverses offrandes régulières à son église d'origine. En ce temps-là, l'Église Saint-André se trouvait sur une éminence le long de la route de venant de Nalinnes. 

### XIXesiècle

#### Napoléon à Jamioulx
Le 15 juin 1815, à une heure du matin, l'Empereur Napoléon, entouré des chasseurs de la Garde impériale, était à Jamioulx-sur-Heure. C’est de Jamioulx qu’il ordonne, à 8 h 30 du matin, au général Reille, commandant du 2e corps d’armée, de franchir la Sambre si possible et, à une ou deux lieues au nord, de se former en ordre de bataille à cheval sur la chaussée de Bruxelles, en envoyant de fortes patrouilles de reconnaissance sur Fleurus. Vers 10 heures, il ordonne au général Drouet d'Erlon, de passer la Sambre à Marchienne et de se former en ordre de bataille sur la route de Mons à Charleroi pour se mettre en mesure de soutenir le 2e corps d’armée.

#### La Révolution industrielle
Au XIXe siècle, l'activité économique est assez diversifiée: l'on trouve à Jamioulx une tannerie, une carrière, des fours à chaux, un petit charbonnage (fermé en 1876), ainsi que des ateliers de clouterie et de saboterie et ultérieurement une fabrique de produits réfractaires, des forges et une scierie.

### XXesiècle
À la fin de la Première Guerre mondiale, en novembre 1918, les Allemands en retraite commettent des exactions et destructions dans toute la Belgique. Peu après l'Armistice du 11 novembre 1918, ils font sauter à Jamioulx un train rempli de munitions. Dans le village les dégâts sont considérables et il y a des victimes.
Lors de la Seconde Guerre mondiale, Jamioulx est libéré de l'occupation allemande le 4 septembre 1944. Du 11 septembre au 2 octobre 1944, Jamioulx, à peine libéré par les Américains, accueille le quartier général du IXe Tactical Air Command de l'US Air Force chargé de l'appui aérien aux troupes américaines au sol.
L'activité industrielle a à présent disparu et Jamioulx accueille désormais de nombreux carolorégiens souhaitant se mettre au vert dans la vallée de l'Eau d'Heure. C'est la raison pour laquelle le dernier bourgmestre de Jamioulx, Jean Hainaut, s'est efforcé de préserver un environnement qui constitue le principal atout de la commune.
À la suite de la loi sur les fusions, Jamioulx a été fusionnée avec quatre autres communes pour former l'entité d'Ham-sur-Heure-Nalinnes.

### XXIesiècle

#### Faits divers
- La nuit du 5 novembre 2007, le boulanger du village est tué lors d'un vol avec violences.

## Liste des bourgmestres jusqu'en 1976[9]
- Lambert Scohier (?-1683): mayeur.

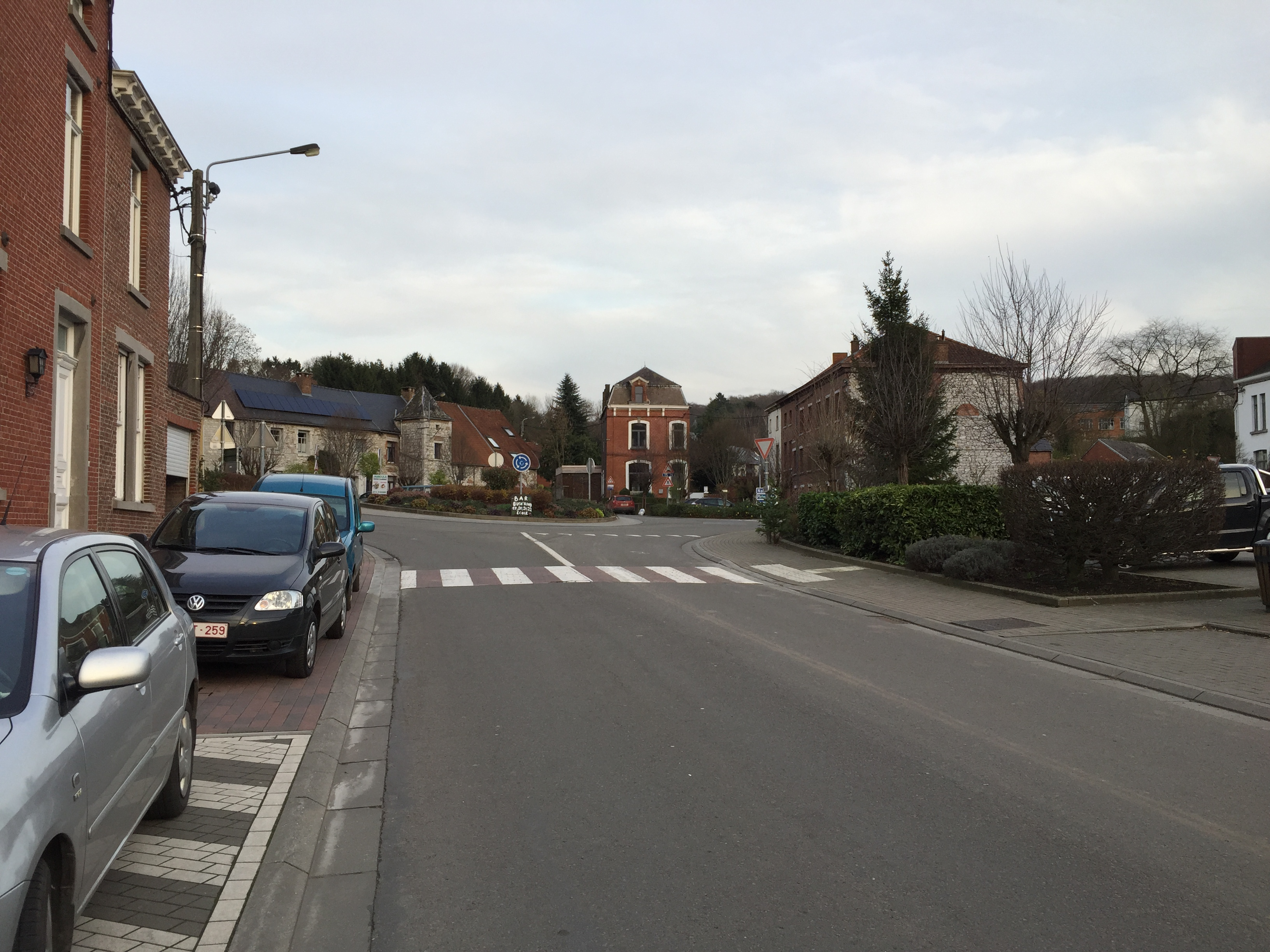
Le centre du village.

- Lambert Louis Joseph Scohier (1800-1832) : maire, bourgmestre et exploitant de houillère.
- Augustin Rémy (1832-1836) : bourgmestre.
- Jean François Dechaltain (1836-1842) : bourgmestre.
- François Michel Desmanet (1842-1865) : bourgmestre.
- Hubert Romain Culot (1866-1877) : bourgmestre.
- Ambroise Baugnies (1877-1880) : bourgmestre.
- Camille Marbais (1881-1894) : bourgmestre et conseiller provincial libéral.
- Jean François Cabouy (1894-1903) : bourgmestre.
- Joseph Bartet (1904-1908) : bourgmestre.
- Ferdinand Lebeau (1908-1920) : bourgmestre.
- Clément Anthoine (1920-1926 et 1932-1946) : bourgmestre et ancien combattant 14-18.
- Jules Bal (1926-1930) : bourgmestre et agent de change.
- Paulin Brogneaux (1930-1932) : bourgmestre, instituteur, poète en français et en wallon.
- Oscar Hembise (1948-1964) : bourgmestre.
- Jean Hainaut[10] (1964-1976) : bourgmestre.

## Patrimoine et culture

### Patrimoine architectural

#### Religieux

##### Église Saint-André

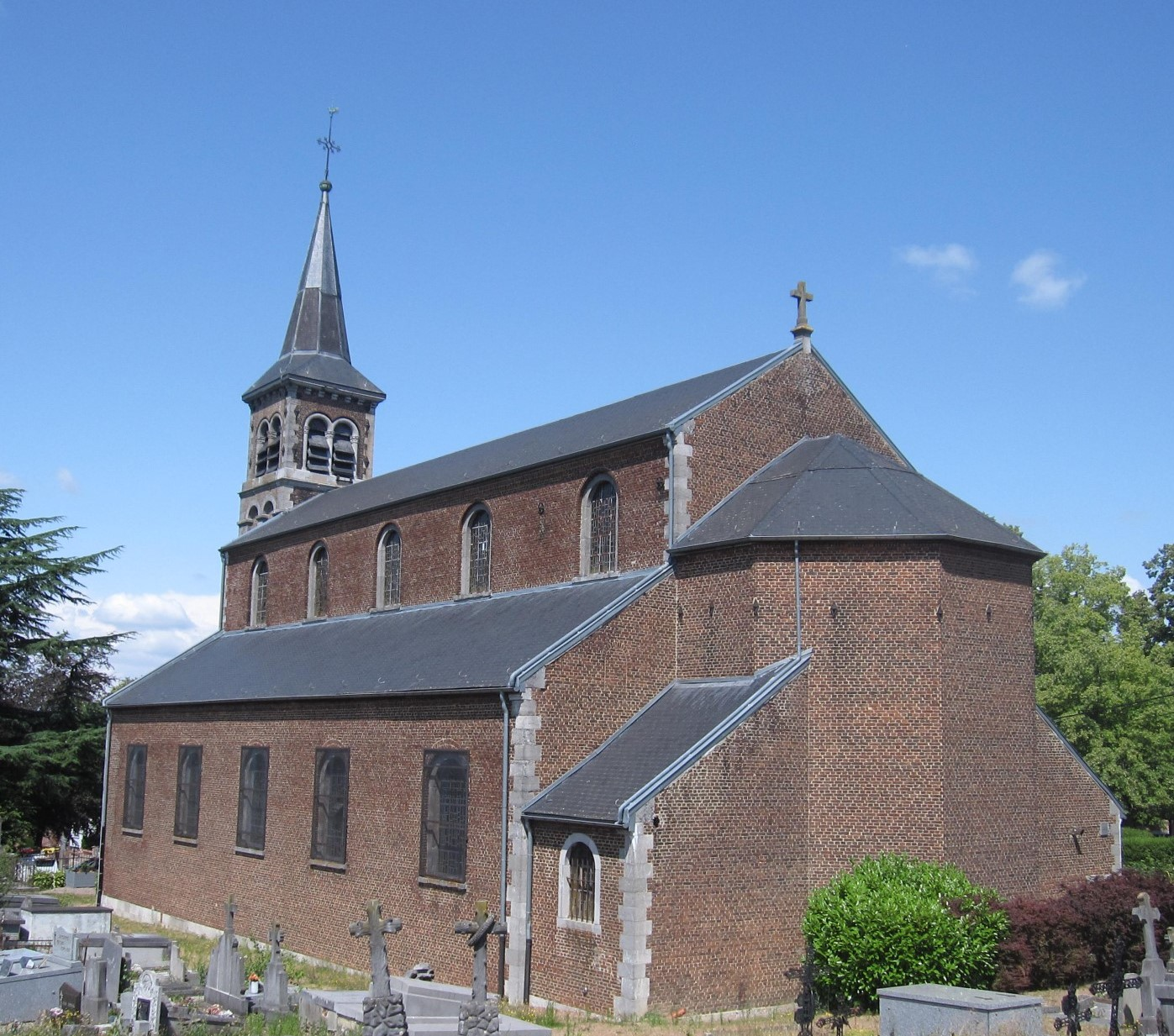
Eglise Saint-André.

L'Église Saint-André a été construite en 1858 par l'architecte H. Canivet en style néo-roman remplaçant une chapelle dédiée à Saint-André qui dépendait auparavant de Nalinnes. Elle fut partiellement détruite à la fin de la Première Guerre mondiale, puis reconstruite à l'identique. Cette église possède une statue de Saint-André datant du XVIe siècle, les fonds baptismaux datés de 1568, et un orgue du facteur Émile Dresse de 16 jeux sur deux claviers et pédalier.

##### Chapelles
Dans le village, il y a des chapelles : chapelle Notre-Dame de Grâces, de style néo-gothique, construite au troisième quart du XIXe siècle, chapelle Notre-Dame de Lourdes, chapelle Notre-Dame de Hal construite en 1770, chapelle Notre-Dame de Fatima, chapelle Saint-Roch, de style néo-gothique élevé en 1863, chapelle Saint-Antoine, chapelle Sainte-Barbe, construite au début du XVIIIe siècle.

##### Oratoire
Il y avait aussi un oratoire : oratoire Sainte-Ritaqui n'existe plus.

##### Bornes-potales

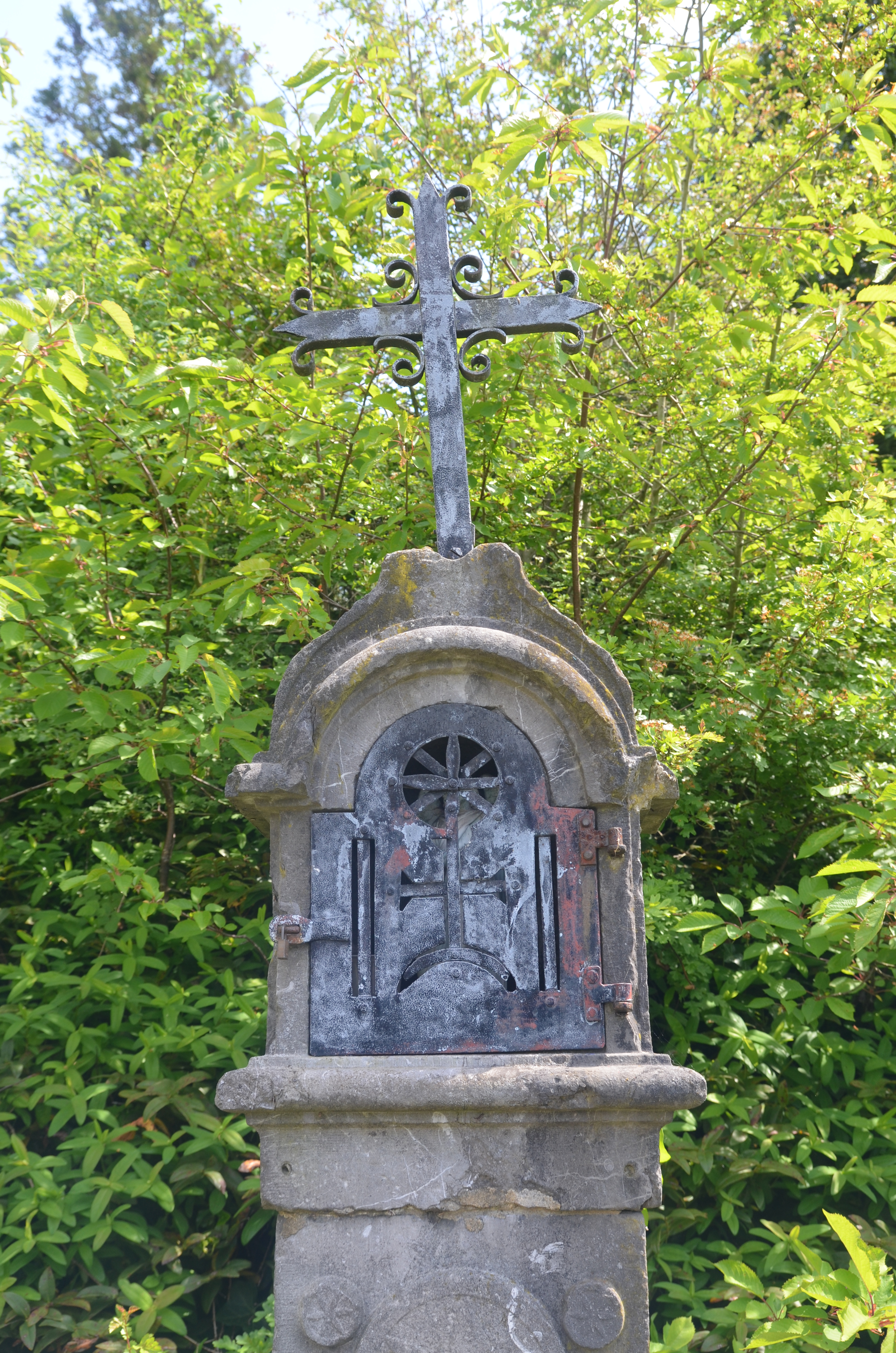
Borne-potale de l'Ange Gardien.

Borne-potale de l'Ange Gardien, située à l'angle de la rue Willy Brognaux datant de la deuxième moitié du XVIIIe siècle, borne-potale Notre-Dame de Bon Secours, borne-potale Notre-Dame de Walcourt’, reposoir du Petit Jésus de Prague.

#### Civils
- Le monument aux héros de la guerre 1914-1918 et 1940-1945 dû au sculpteur Jules Van der Stock à côté de l'église Saint-André.
- Ancien château-ferme des Sires de Jamioulx, bâti vers le XVIIIe siècle[14] situé place Communale.
- Ferme du Vivier, ancienne propriété de l'abbaye de Lobbes, construite au XVIe siècle[15].
- L'ancienne maison communale, rue des Écoles.
- La gare (cfr. infra).
- Monument Reine Astrid, coin des rues des Bruyères et Reine Astrid.

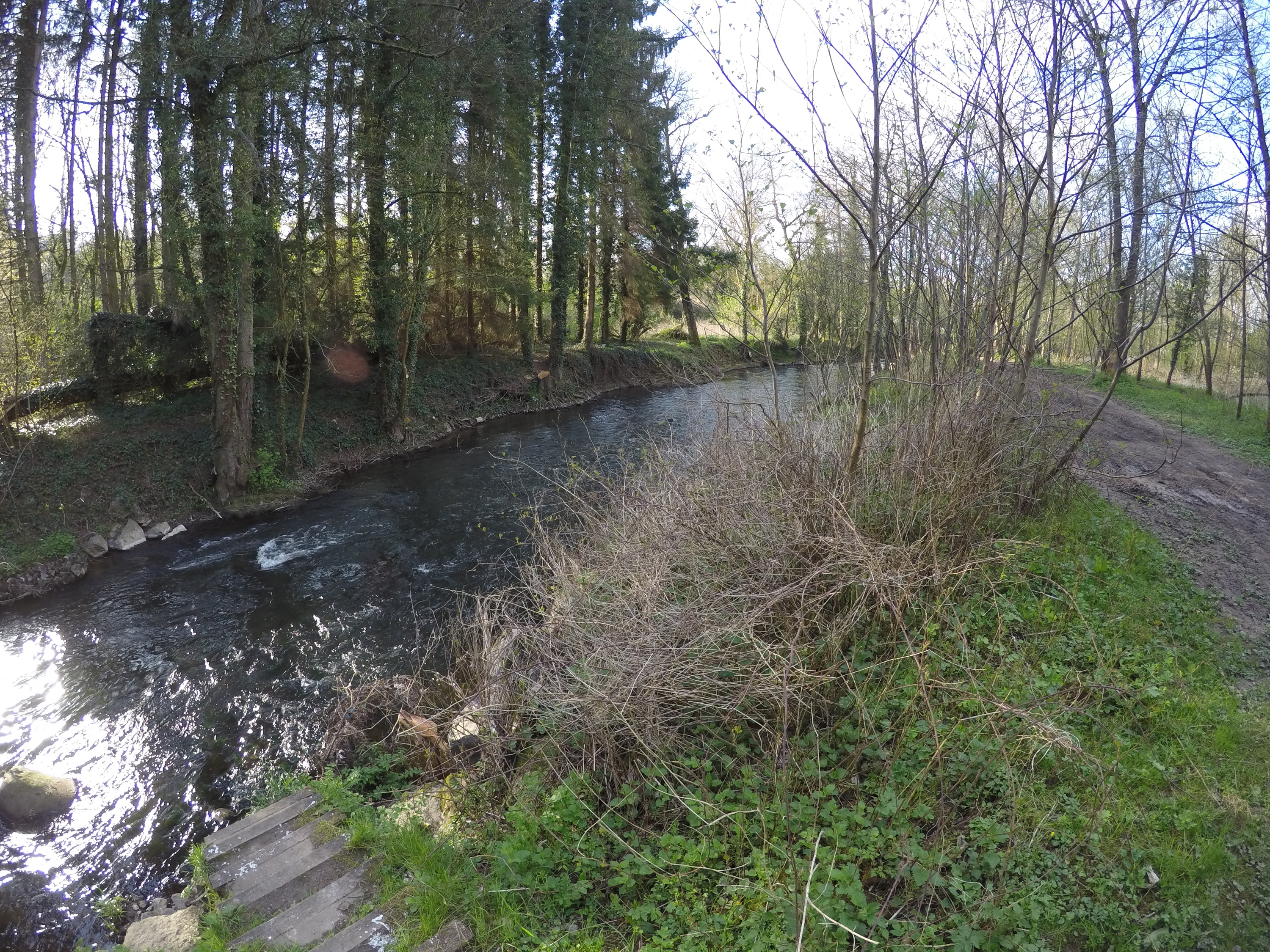
L'Eau d'Heure.

### Culture
Bibliothèque Willy Bal.

#### Folklore et festivités
- Depuis 2009, la marche Saint-André a lieu chaque année au mois d'août. À cette occasion, la statue de Saint-André est escortée par les marcheurs en costume militaire dans les rues du village. Une messe est célébrée dans l'Église Saint-André et un hommage est rendu au monument aux morts de Jamioulx. Ces célébrations officielles s'accompagnent de différentes festivités[17].
- Au mois de décembre sont organisées les féeries lumineuses de Jamioulx : les habitants ornent leur façade de décorations lumineuses.

## Enseignement
Le village possède deux écoles :
- École communale de Jamioulx,
- Institut d'Enseignement Scolaire Spécialisé Les Bruyères : école spécialisée adaptée aux élèves ayant des problèmes d'apprentissage et proposant trois cours de pratique : menuiserie, horticulture et électricité dans un cadre verdoyant. Cette école se trouve a proximité de la maison de repos du même nom.

## Galerie

Vues de Jamioulx.
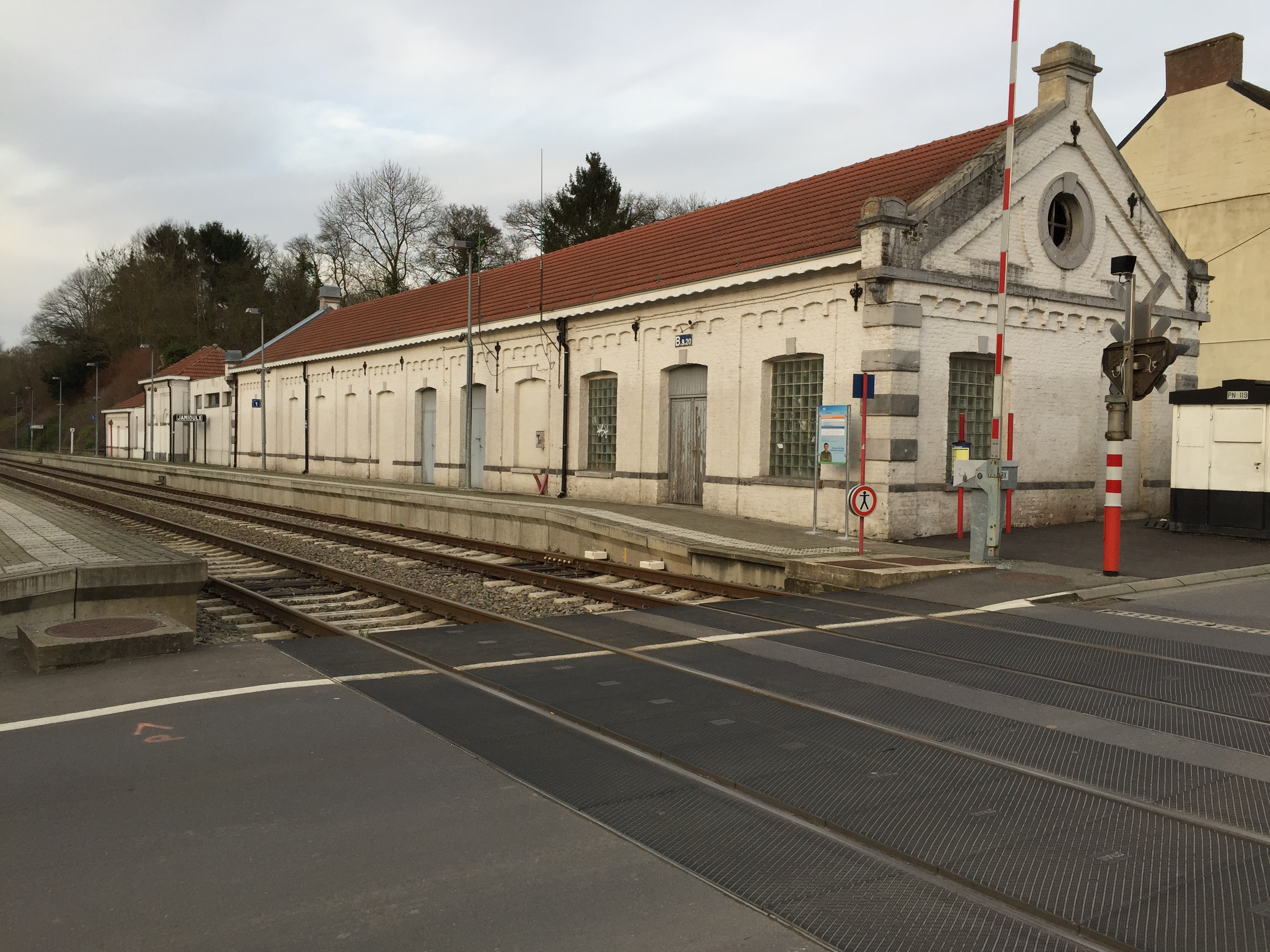
La gare.
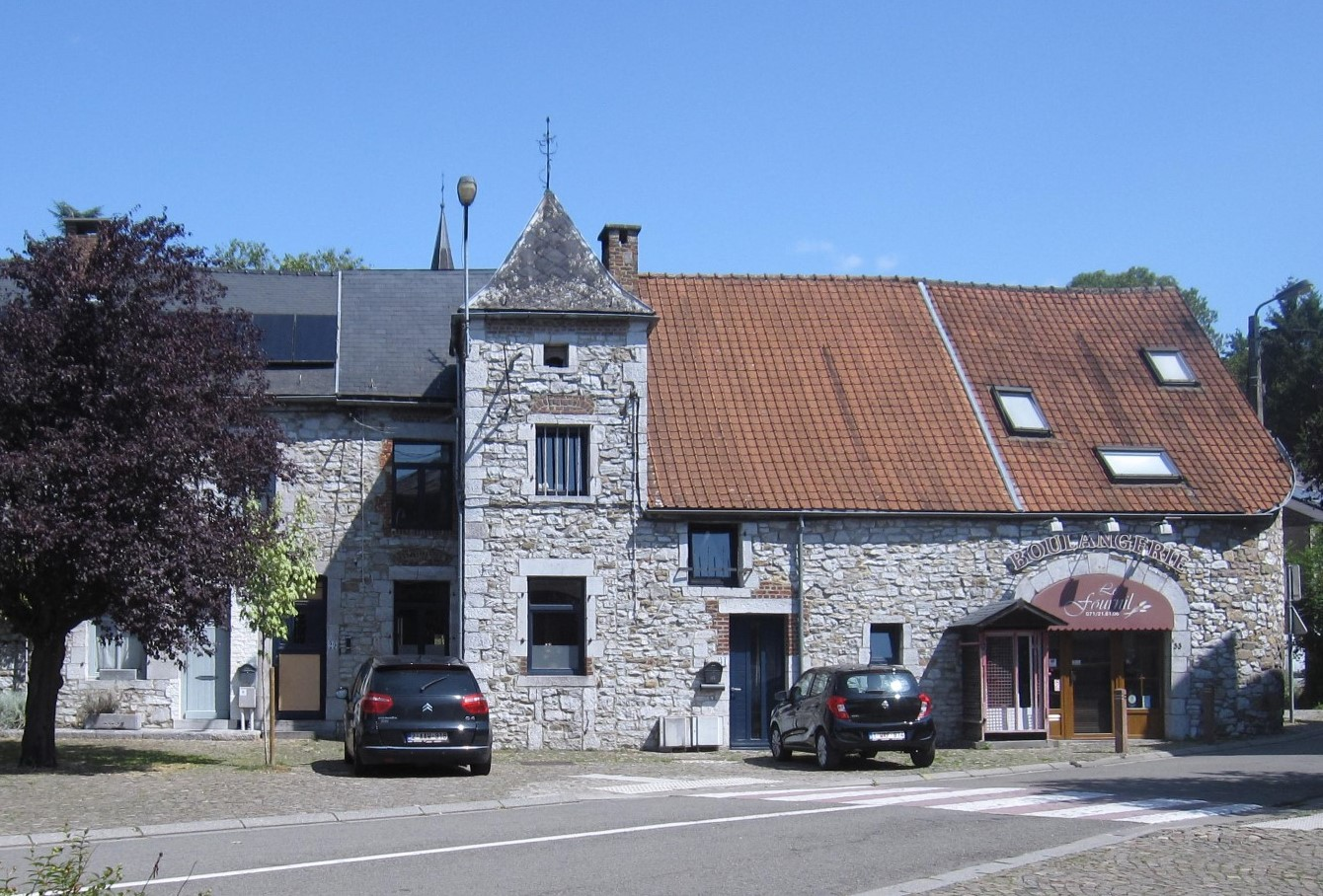
Château-ferme des Sires de Jamioulx.
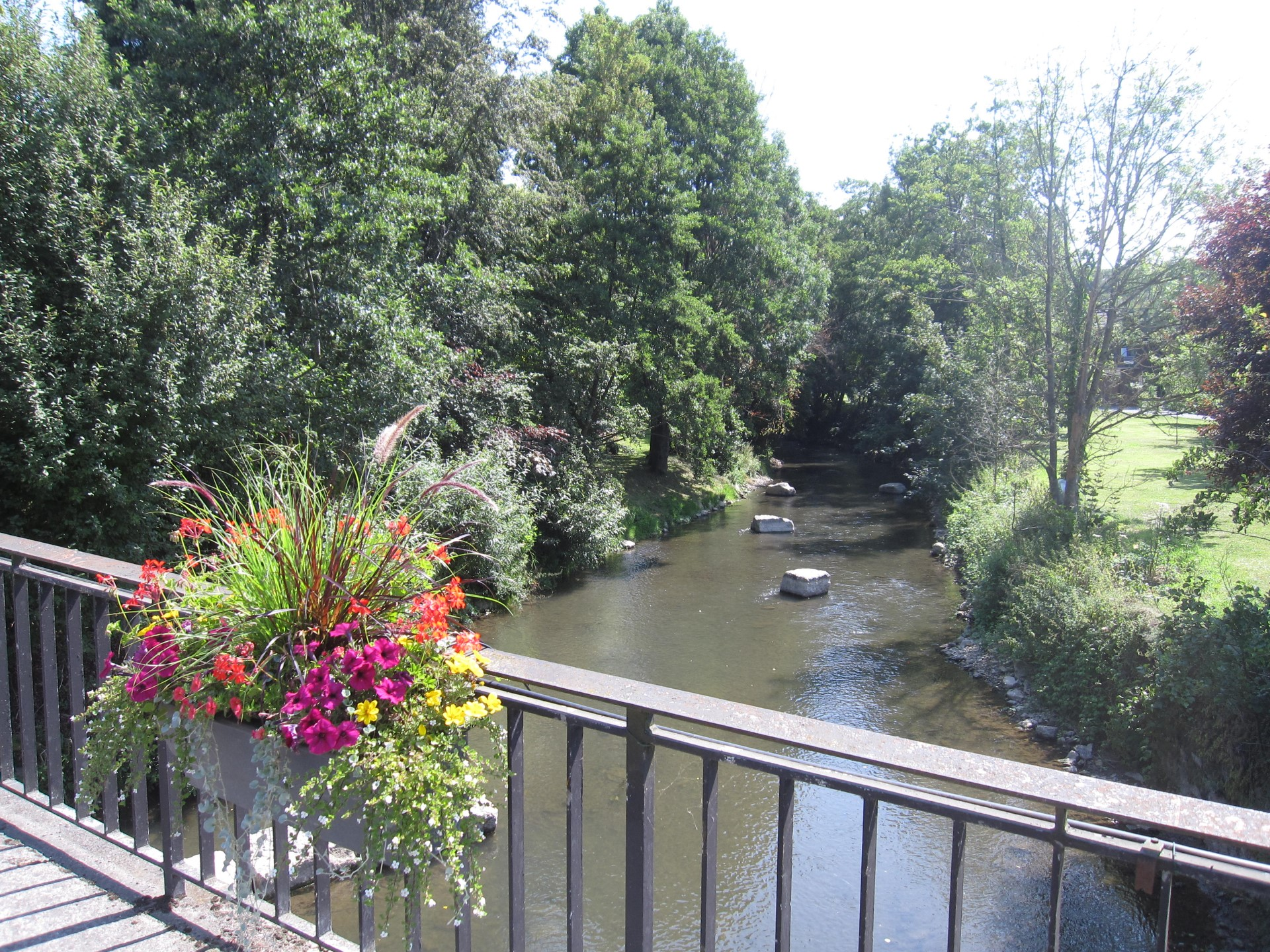
L'Eau d'Heure à Jamioulx.
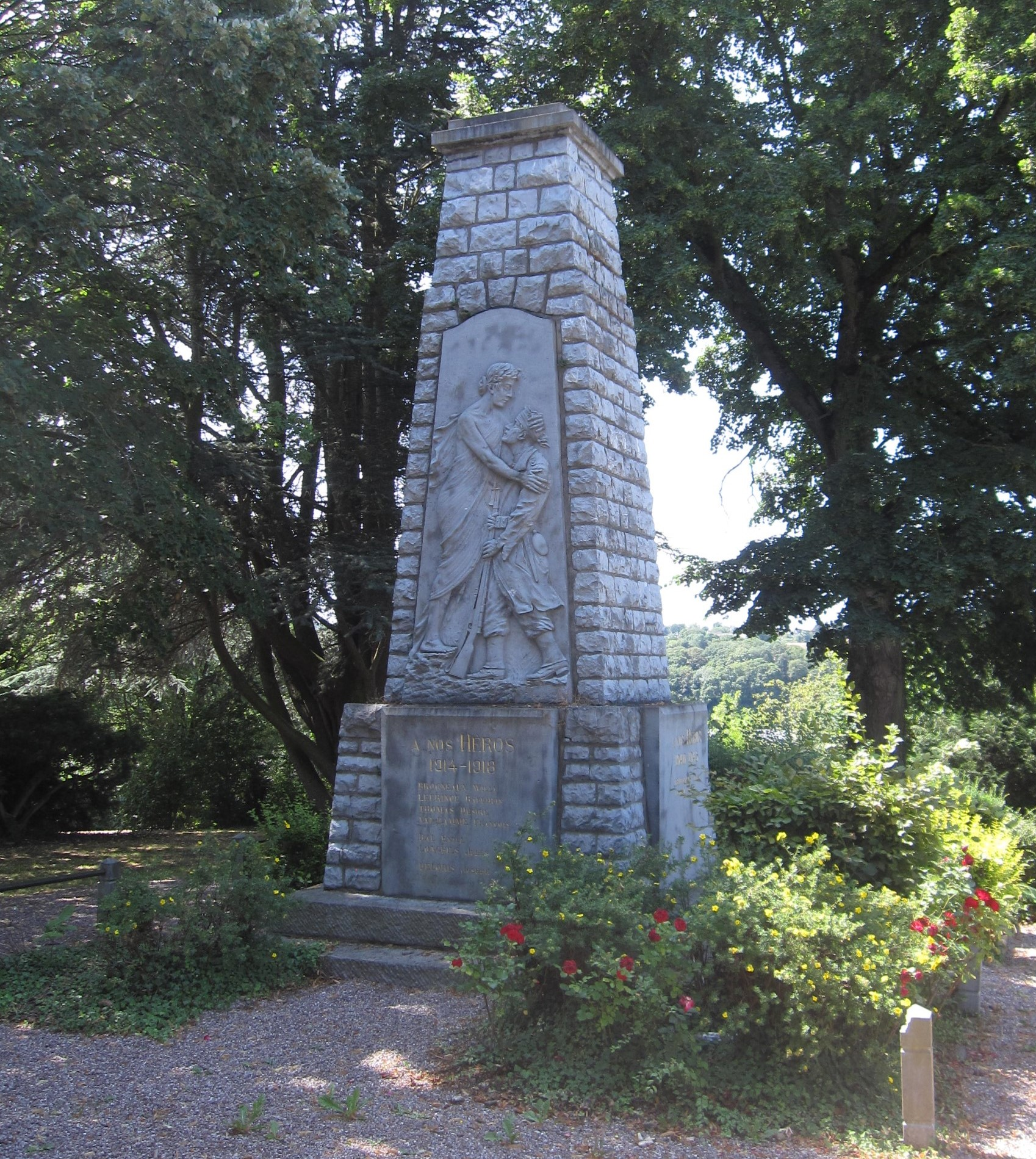
Monument aux morts des deux guerres mondiales.
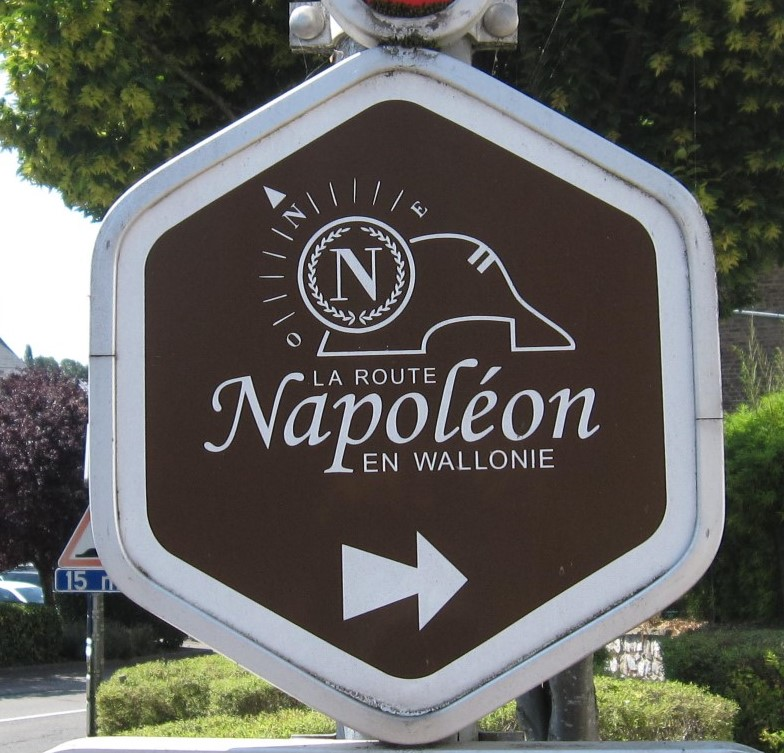
Panneau indicateur de la route Napoléon à Jamioulx.

## Économie
La carrière de Jamioulx a été en activité jusqu'à sa fermeture dans les années 1950.
Prison de Jamioulx : depuis 1975, Jamioulx accueille le centre pénitentiaire de la région de Charleroi. Cette prison compte théoriquement 268 places réparties en 9 sections qui se répartissent en 151 cellules individuelles, 13 cellules quatuor, 6 cellules de 8 personnes et 16 places en annexe psychiatrique, mais le nombre de détenus incarcérés dépasse actuellement 400 personnes.

### Santé
Résidence Les Bruyères : située dans un parc de 13 hectare maison de repos et de soins d'une capacité de 125 résidents.

### Promenades et tourisme vert

#### L'ancienne carrière de Jamioulx

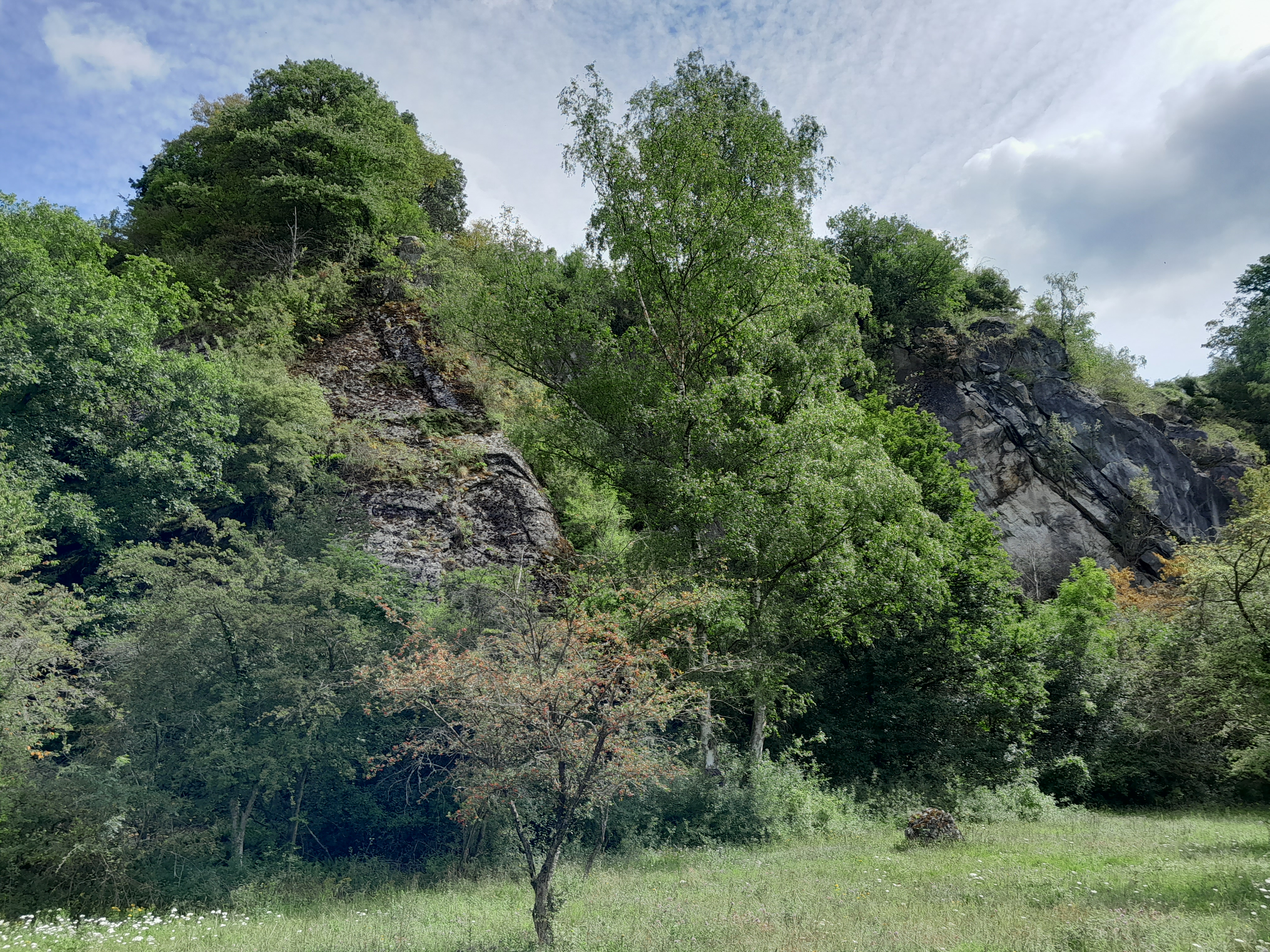
Carrière de Jamioulx.

La réserve naturelle domaniale de Jamioulx, Site de Grand Intérêt Biologique (SGIB), en amont du village de Jamioulx occupe une superficie d'environ huit hectares le long de la ligne de chemin de fer Charleroi-Couvin et de l'Eau d'Heure. Le site comprend une zone humide, un versant boisé et une carrière de calcaires viséens qui n'est plus en activité depuis les années 1950, ainsi que des fours à chaux. 
La flore comprend diverses espèces, dont l'orchis pyramidal, l'orchis à larges feuilles, la cardère poilue ou encore la véronique à écus (Veronica scutellata). La faune est liée à la présence de fours à chaux pour l'hibernation des chauves-souris et de rochers permettant la nidification de rapaces tels que le grand-duc d'Europe. Les prairies humides alluviales sont des zones de reproduction pour les amphibiens et de nombreux invertébrés.

#### Les Sentiers de grande randonnée
Deux Sentiers de grande randonnée (GR) traversent le territoire de Jamioulx : le GR12 (Amsterdam-Paris) et le GR129 (traversée de la Belgique). 

### Communications
- Jamioulx est desservi par les trains circulant sur la ligne 132 allant de Charleroi à Mariembourg.

## Sports et vie associative

### Sports
- Football : Jeunesse Sportive de Jamioulx ;
- Tennis : Jamioulx Tennis Club ;
- Hébertisme : Centre Sport’nat du Val d’Heure avec parcours Hébert.

## Personnalités
- Willy Bal (1916-2013) : a écrit toute son œuvre littéraire en dialecte wallon de Jamioulx.
- Michel Coulon (1947-2023) : coureur cycliste professionnel.